# Atelographus sexplagiatus
Atelographus sexplagiatus là một loài bọ cánh cứng trong họ Cerambycidae.